# Isidore Warocqué
Isidore Maximilien Joseph Warocqué, né le 17 septembre 1771 à Mons et mort le 5 juillet 1848 à Dunkerque, est un banquier et industriel belge, maître de charbonnages.

## Biographie
Isidore Warocqué est le fils de Pierre Joseph Warocqué et de Marie Thérèse Duvivier (sœur de Joseph-Maximilien Duvivier). Il épouse sa cousine germaine, Bonne Duvivier, fille de Joseph-Maximilien Duvivier.
Il s'investit tôt dans le négoce du charbon, qu'il associe à la banque à partir de 1795. Important acquéreur de biens nationaux et avançant des fonds à l'administration de Jemappes, il réussit à s'imposer comme un interlocuteur inévitable pour de nombreux d'industriels (charbon, verre, sidérurgie, etc.). 
En 1802, il est l'un des fondateurs de la Société minière de Mariemont, avec son frère Nicolas, son beau-frère Charles Duvivier, Jean-Baptiste Hardenpont et Pierre-François Tiberghien.
Il s'intéresse également à l'agriculture, obtenant diverses récompenses lors de concours agricoles, dont, pour l'arrondissement de Charleroi, le prix remis par la Société d'agriculture du département de la Seine en 1811 au cultivateur consacrant le plus de terrain à la culture de la betterave.
Bénéficiant d'une grand influence, constituant un réseau croisé de relations dans le monde des affaires et de l'administration avec son frère, Isidore Warocqué devient membre du Conseil général du département de Jemappes en 1803, préside le tribunal de commerce de Mons de 1812 à 1832, représente l'ordre des villes au sein des États provinciaux du Hainaut en 1816, siège au Conseil de régence de 1817 à 1834, à la Chambre de commerce de Mons jusqu'en 1834 (dont il est vice-président) et au conseil d'inspection et d'administration du Dépôt de mendicité.
À la fin du régime français, il est la quatrième plus important contribuable de la place de Mons. Les suites de la révolution belge de 1830 vont conduire à sa chute, causée par de mauvais placements et l'échec du projet Hannone-Gendarme. La banque Warocqué n'est pas capable de surmonter la situation. La Société générale de Belgique se retourne contre lui et sa faillite est prononcée le 1er juillet 1834. Finissant ruiné, il s'exile alors à Dunkerque.

## Sources
- Isidore Warocqué, in Dictionnaire des Wallons
- Ginette Kurgan, Serge Jaumain, Valérie Montens, Dictionnaire des patrons en Belgique, Bruxelles, 1996, p. 654-655
- Jacqueline Rassel-Lebrun, La faillite d’Isidore Warocqué, banquier montois du début du XIXe siècle, dans RBHC, 1973, IV, 3-4, p. 429-471
- "Warocqué (famille)", Biographie nationale de Belgique, volume 27, Académie royale de Belgique
- Histoire de la Wallonie (L. Genicot, dir.), Toulouse, 1973, p. 375, 376
- La Wallonie. Le Pays et les Hommes. Histoire. Économies. Sociétés, t. II, p. 28
- Roger Darquenne, La fondation d'une dynastie de maîtres-charbonniers : les Warocqué,  Revue d’Histoire Moderne & Contemporaine, 1970, 17-3, pp. 596-609